# Ора (Италия)
 Тази статия е за градчето в Северна Италия.  За южноафриканската парична единица вижте Ора.  
О̀ра (на италиански: Ora; на немски: Auer, Ауер) е малко градче и община в Северна Италия, автономна провинция Южен Тирол, автономен регион Трентино-Южен Тирол. Разположено е на 242 m надморска височина. Населението на общината е 3537 души (към 2010 г.).

## Език
Официални общински езици са и италианският и немският. Най-голямата част от населението говори немски. В общината се говори и други романски език, ладинският.
| %     | Роден език      |
| 29,59 | Италиански език |
| 69,74 | Немски език     |
| 0,67  | Ладински език   |